# Dolores Abbiati
Dolores Abbiati Greco Casotti (Brescia, 17 marzo 1927 – Brescia, 11 giugno 2001) è stata una politica, sindacalista e partigiana italiana.
È stata eletta al Parlamento per tre legislature: prima al Senato e poi due volte alla Camera.

## Biografia
Suo padre, Luigi Abbiati, fu tra i fondatori del Partito Comunista Italiano. Nel 1927 fu arrestato e costretto al confino a Lipari, dove fu raggiunto dalla moglie Antonia Oscar, detta Ninì, dal figlio primogenito Franco e dalla neonata Dolores.
Gli Abbiati rientrarono una prima volta nel Nord Italia nel 1933, ma nel 1937 furono nuovamente arrestati e confinati prima a Ponza e poi alle Tremiti. Nel 1943 Franco e Dolores Abbiati si trasferirono in Val d'Ossola per partecipare alla Resistenza, durante la quale Dolores fu impiegata come staffetta nelle Brigate Garibaldi con il nome di battaglia di Lola, mentre Franco fu decorato con la Medaglia di bronzo al Valor Militare.
Nel dopoguerra Dolores Abbiati si iscrisse alle organizzazioni giovanili comuniste e dal 1960 al 1966 fu segretaria del sindacato tessili della CGIL.
Alle elezioni politiche del 1968 fu eletta al Senato, mentre alle successive consultazioni del 1972 e del 1976 fu eletta alla Camera dei Deputati. Termina il proprio mandato parlamentare nel 1979.
Muore nel giugno 2001 all'età di 74 anni.